# 北神朋美
北神 朋美（きたがみ ともみ、1985年6月24日 - ）は、日本の元グラビアアイドル、元女優。兵庫県出身。

## 人物
『魔法戦隊マジレンジャー』のメア役で知られる。役は当初､ヒロイン役のオーディションに参加したが､悪役での起用を打診されこれを受けた。自身の性格について小心者と評しており、一度でいいから悪女を演じてみたかったと述べている。ちなみに3年前のシリーズ忍風戦隊ハリケンジャーでフラビージョを演じた山本梓と同様。

## 出演

### テレビドラマ
- 魔法戦隊マジレンジャー（2005年 - 2006年、テレビ朝日）メア 役

### バラエティ
- りえむら（2004年、関西テレビ）
- グラビアの美少女（2005年、MONDO21）

### 映画
- 魔法戦隊マジレンジャー THE MOVIE インフェルシアの花嫁（2005年）メア 役

### オリジナルビデオ
- 魔法戦隊マジレンジャーVSデカレンジャー（2006年）メア 役

## 作品

### DVD
- TOMOMI（2005年、イーネット・フロンティア）

## 書籍

### 写真集
- 林檎アメ（2005年11月4日、辰巳出版、撮影：河野英喜）ISBN 978-4777801978